# Piricauda uleana
Piricauda uleana är en svampart som först beskrevs av Sacc. & P. Syd., och fick sitt nu gällande namn av Bubák 1914. Piricauda uleana ingår i släktet Piricauda, divisionen sporsäcksvampar och riket svampar.   Inga underarter finns listade i Catalogue of Life.